# Samostan franjevaca Provincije sv. Ćirila i Metoda (Krapina)
Samostan franjevaca Provincije sv. Ćirila i Metoda  je rimokatolička crkva u gradu Krapini zaštićeno kulturno dobro.

## Opis dobra
Barokna crkva sv. Katarine jednobrodna je građevina s pobočnom poligonalnom kapelom i postrance smještenim zvonikom. Na glavnom pročelju su kasnorenesansni portal s grbom donatora, sunčani sat, zidne slike i kipovi u nišama. Svetište i sakristiju 1738. g. oslikao je Ivan Ranger. Od crkvenog inventara ističe se glavni oltar sv. Katarine, najmonumentalniji retabl iz razdoblja manirizma na području Hrvatskog zagorja. Četverokrilni jednokatni samostan prislonjen uz crkvu ima unutarnje dvorište. Gradnja samostana i crkve započela je 1644. g. U samostanu se nalazi zbirka sakralne umjetnosti i knjižnica utemeljena 1650. g., bogata rijetkim knjigama od kojih su najznačajnije tri inkunabule.

## Zaštita
Pod oznakom Z-3485 zavedena je kao nepokretno kulturno dobro - pojedinačno, pravnog statusa zaštićena kulturnog dobra, klasificirano kao "sakralna graditeljska baština".